# Erast Janiszewski
Erast Pietrowicz Janiszewski (ros. Эраст Петрович Янишевский, ur. 17 marca 1829 w Moskwie, zm. w lutym 1906) – rosyjski matematyk, uczeń Nikołaja Łobaczewskiego, profesor Uniwersytetu Kazańskiego. Ojciec neurologa Aleksieja Janiszewskiego i paleontologa Michaiła Janiszewskiego.